# 法国网球公开赛女子单打冠军列表
法國網球公開賽女子單打冠軍列表列出歷史上自1968年公開賽年代以後，獲得法國網球公開賽冠軍及亞軍的女子選手。法網女子單打項目於1897年設立。
| 年份[f] | 冠軍                                      | 亞軍                                                  | 決賽比分            |
| ------- | ----------------------------------------- | ----------------------------------------------------- | ------------------- |
| 1968年  | 里奇（）                                  | 安·瓊斯（Ann Haydon Jones）                                           | 5–7、6–4、6–1       |
| 1969年  | 考特（Margaret Court）                    | 安·瓊斯 (2)（Ann Haydon Jones）                                       | 6–4、4–6、6–3       |
| 1970年  | 考特 (2)（Margaret Court）                | 海嘉·瑪斯托夫（Helga Niessen Masthoff）                                     | 6–2、6–4            |
| 1971年  | 古拉贡（Evonne Goolagong Cawley）         | 考利（）                                              | 6–3、7–5            |
| 1972年  | （Billie Jean King）                      | 古拉贡（Evonne Goolagong Cawley）                     | 6–3、6–3            |
| 1973年  | 考特 (3)（Margaret Court）                | （Chris Evert）                                       | 6–7、7–6、6–4       |
| 1974年  | （Chris Evert）                           | 莫羅佐娃（Olga Morozova）                             | 6–1、6–2            |
| 1975年  | (2)（Chris Evert）                        | （Martina Navrátilová）                               | 2–6、6–2、6–1       |
| 1976年  | 巴克（）                                  | 雷娜塔·托馬諾娃（Renáta Tomanová）                                   | 6–2、0–6、6–2       |
| 1977年  | 米玛·尧绍韦茨（Mima Jaušovec）                         | 弗洛伦察·米哈伊（Florenţa Mihai）                                   | 6–2、6–7、6–1       |
| 1978年  | 露西琪（Virginia Ruzici）                                | 米玛·尧绍韦茨（Mima Jaušovec）                                     | 6–2、6–2            |
| 1979年  | (3)（Chris Evert）                        | 温迪·特恩布尔（Wendy Turnbull）                                     | 6–2、6–0            |
| 1980年  | (4)（Chris Evert）                        | 露西琪（Virginia Ruzici）                                            | 6–0、6–3            |
| 1981年  | （Hana Mandlíková）                       | 哈尼卡（Sylvia Hanika）                               | 6–2、6–4            |
| 1982年  | （Martina Navrátilová）                   | 耶格（Andrea Jaeger）                                 | 7–6、6–1            |
| 1983年  | (5)（Chris Evert）                        | 米玛·尧绍韦茨（Mima Jaušovec）                                     | 6–1、6–2            |
| 1984年  | (2)（Martina Navrátilová）                | (2)（Chris Evert）                                    | 6–3、6–1            |
| 1985年  | (6)（Chris Evert）                        | (2)（Martina Navrátilová）                            | 6–3、6–7、7–5       |
| 1986年  | (7)（Chris Evert）                        | (3)（Martina Navrátilová）                            | 6–3、6–7、7–5       |
| 1987年  | （Steffi Graf）                           | (4)（Martina Navrátilová）                            | 6–4、4–6、8–6       |
| 1988年  | (2)（Steffi Graf）                        | 茲韋列娃（Natasha Zvereva）                           | 6–0、6–0            |
| 1989年  | （Arantxa Sánchez Vicario）               | （Steffi Graf）                                       | 7–6(8–6)、3–6、7–5  |
| 1990年  | （Monica Seles）                          | (2)（Steffi Graf）                                    | 7–6(8–6)、6–4       |
| 1991年  | (2)（Monica Seles）                       | （Arantxa Sánchez Vicario）                           | 6–3、6–4            |
| 1992年  | (3)（Monica Seles）                       | (3)（Steffi Graf）                                    | 6–2、3–6、10–8      |
| 1993年  | (3)（Steffi Graf）                        | 菲爾南德斯（Mary Joe Fernández）                      | 4–6、6–2、6–4       |
| 1994年  | (2)（Arantxa Sánchez Vicario）            | （Mary Pierce）                                       | 6–4、6–4            |
| 1995年  | (4)（Steffi Graf）                        | (2)（Arantxa Sánchez Vicario）                        | 7–5、4–6、6–0       |
| 1996年  | (5)（Steffi Graf）                        | (3)（Arantxa Sánchez Vicario）                        | 6–3、6–7(4–7)、10–8 |
| 1997年  | （Iva Majoli）                            | （Martina Hingis）                                    | 6–4、6–2            |
| 1998年  | (3)（Arantxa Sánchez Vicario）            | （Monica Seles）                                      | 7–6(7–5)、0–6、6–2  |
| 1999年  | (6)（Steffi Graf）                        | (2)（Martina Hingis）                                 | 4–6、7–5、6–2       |
| 2000年  | （Mary Pierce）                           | （Conchita Martínez）                                 | 6–2、7–5            |
| 2001年  | （Jennifer Capriati）                     | （Kim Clijsters）                                     | 1–6、6–4、12–10     |
| 2002年  | （Serena Williams）                       | （Venus Williams）                                    | 7–5、6–3            |
| 2003年  | （Justine Henin）                         | (2)（Kim Clijsters）                                  | 6–0、6–4            |
| 2004年  | （Anastasia Myskina）                     | （Elena Dementieva）                                  | 6–1、6–2            |
| 2005年  | (2)（Justine Henin）                      | (2)（Mary Pierce）                                    | 6–1、6–1            |
| 2006年  | (3)（Justine Henin）                      | （Svetlana Kuznetsova）                               | 6–4、6–4            |
| 2007年  | (4)（Justine Henin）                      | （Ana Ivanović）                                      | 6–1、6–2            |
| 2008年  | （Ana Ivanović）                          | 萨芬娜（Dinara Safina）                               | 6–4、6–3            |
| 2009年  | （Svetlana Kuznetsova）                   | 萨芬娜 (2)（Dinara Safina）                           | 6–4、6–2            |
| 2010年  | （Francesca Schiavone）                   | 斯托瑟（Samantha Stosur）                             | 6–4、7–6(7–2)       |
| 2011年  | 李娜（Li Na）                             | （Francesca Schiavone）                               | 6–4、7–6(7–0)       |
| 2012年  | （Maria Sharapova）                       | 薩拉·埃拉尼（Sara Errani）                            | 6–3、6–2            |
| 2013年  | (2) （Serena Williams）                   | （Maria Sharapova）                                   | 6–4、6–4            |
| 2014年  | (2)（Maria Sharapova）                    | （Simona Halep）                                      | 6–4、6–7(5–7)、6–4  |
| 2015年  | (3) （Serena Williams）                   | （Lucie Šafářová）                                    | 6–3 、6–7(2–7)、6–2 |
| 2016年  | 穆古鲁萨（Garbiñe Muguruza）              | （Serena Williams）                                   | 7–5 、6–4           |
| 2017年  | 耶蓮娜·奧斯塔朋科（Jeļena Ostapenko）     | (2) （Simona Halep）                                  | 4–6、6–4、6–3       |
| 2018年  | （Simona Halep）                          | 斯洛恩·斯蒂芬斯 （Sloane Stephens）                   | 3–6、6–4、6–1       |
| 2019年  | 阿什莉·巴蒂（Ashleigh Barty）             | 馬爾凱塔·萬卓索娃（Markéta Vondroušová）              | 6–1、6–3            |
| 2020年  | 伊加·斯维亚特克（Iga Świątek）            | 索菲亞·科寧（Sofia Kenin）                            | 6-4、6-1            |
| 2021年  | 巴博拉·克雷吉茨科娃（Barbora Krejčíková） | 安娜斯塔西亞·帕夫柳琴科娃（Anastasia Pavlyuchenkova） | 6-1、2-6、6-4       |
| 2022年  | 伊加·斯维亚特克 (2)（Iga Świątek）        | 科科·高夫（Cori "Coco" Gauff）                        | 6-1、6-3            |
| 2023年  | 伊加·斯维亚特克 (3)（Iga Świątek）        | 卡洛琳娜·穆霍娃（Karolína Muchová）                   | 6-2、5-7、6-4       |
| 2024年  | 伊加·斯维亚特克 (4)（Iga Świątek）        | 贾斯明·保利尼 (Jasmine Paolini)                       | 6–2, 6–1            |
| 2025年  | 科科·高夫（Coco Gauff）                   | 阿里娜·萨巴伦卡 (Aryna Sabalenka)                     | 6–7(5–7), 6–2, 6–4  |

### 法國網球公開賽其他賽事冠軍
- 法国网球公开赛女子双打冠军列表
- 法国网球公开赛男子单打冠军列表
- 法国网球公开赛男子双打冠军列表
- 法国网球公开赛混合双打冠军列表

### 其他大滿貫賽事女子單打冠軍
- 澳洲網球公開賽女子單打冠軍列表
- 溫布頓網球錦標賽女子單打冠軍列表
- 美國網球公開賽女子單打冠軍列表